# Jean-Louis Gruarin
Pas d'image ? Cliquez ici

a Compétitions nationales et continentales officielles uniquement.

Dernière mise à jour le 22 novembre 2024.
Jean-Louis Gruarin, né le 7 mai 1965 à Toulon (Var) est un ancien joueur français de rugby à XV. Il est le fils de l'ancien pilier international Arnaldo Gruarin.

## Biographie
Jean-Louis Gruarin est sacré champion de France en 1992, après une victoire en finale contre le Biarritz olympique, match pour lequel il est remplaçant.

## Palmarès

### Joueur
- Championnat de France Première Division :
  - Champion (1) : 1992 (Victoire de Toulon contre le Biarritz olympique 19-14).
- Championnat de France de Nationale B :
  - Champion (1) : 1988 : (Victoire de Toulon contre Béziers 15-12).
- Championnat de France Espoir :
  - Champion (1) : 1993 (victoire de Toulon contre Toulouse  24 à 18).
- Challenge des Provinces :
  - Vainqueur (1) : 1993 : (Victoire de Toulon contre Agen 14-13).
- Championnat de France Reserve :
  - Champion (1) : 1995 (Victoire de Toulon contre Tyrosse 25-11).

### Entraîneur
- Challenge des Provinces :
  - Vainqueur (1) : 1998 (Victoire de Toulon contre Dax 22-19).